# Yūya Yagira

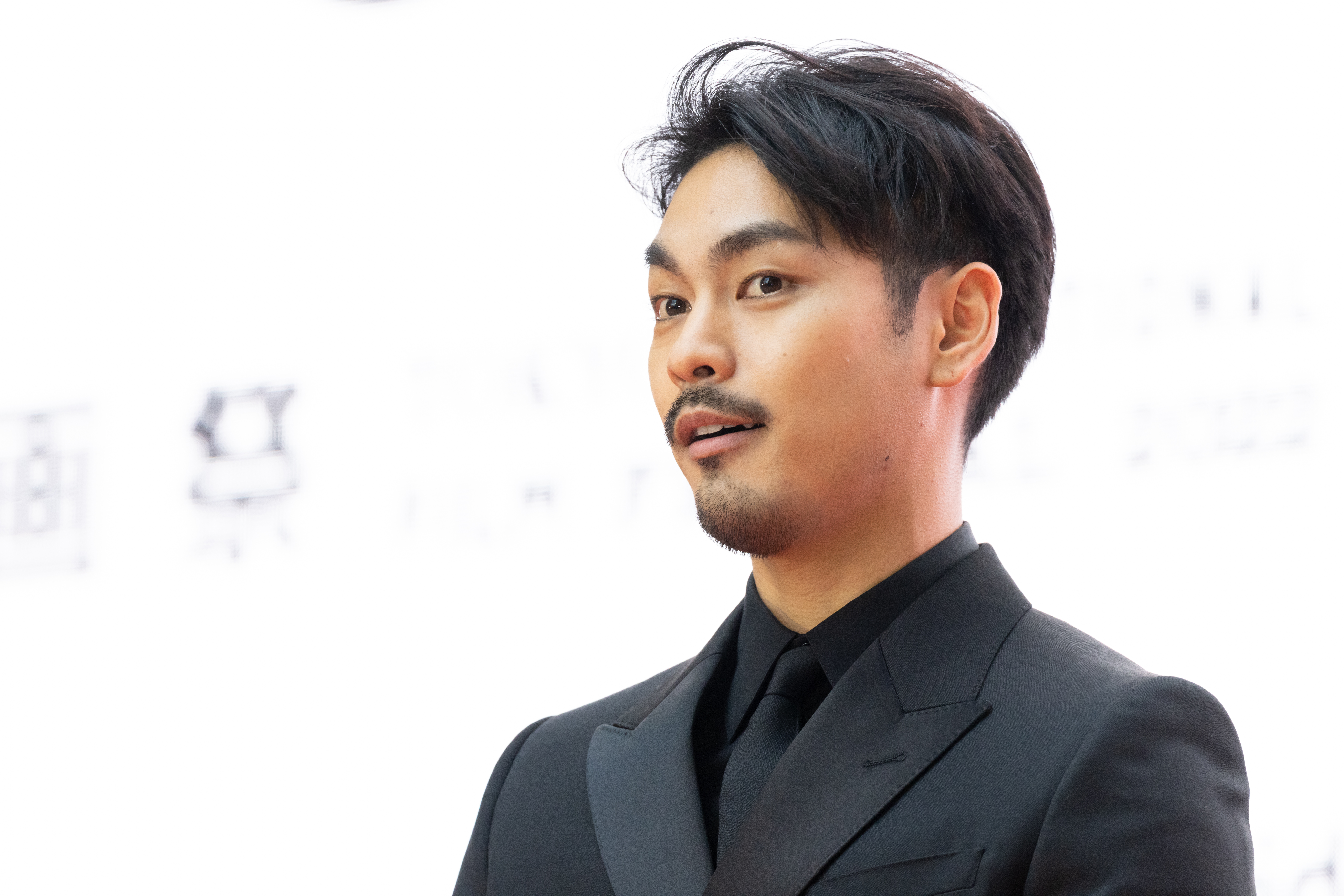
Yūya Yagira, 2022

Yūya Yagira (jap. 柳楽 優弥, Yagira Yūya; * 26. März 1990 in Higashiyamato, Präfektur Tokio, Japan) ist ein japanischer Schauspieler.
Seine ersten Erfahrungen als Schauspieler machte er 2003 im Fernsehdrama Kunimitsu no Matsurigoto, einer Verfilmung des gleichnamigen Mangas von Tadashi Agi und Masashi Asaki. Bekannt wurde er 2004 durch die Hauptrolle in dem Film Nobody Knows, der von vier Geschwistern handelt, die von ihrer Mutter für lange Zeit unbeaufsichtigt gelassen werden. Für seine Darstellung des zwölfjährigen Akira wurde Yūya Yagira bei den Internationalen Filmfestspielen von Cannes 2004 als Bester Schauspieler ausgezeichnet. In Hoshi ni Natta Shōnen aus dem Jahr 2005 hatte er seine zweite Hauptrolle. Dort spielte er einen tierlieben Jungen, der sich mit zwei Elefanten anfreundet.
Er ist bei der Talentförderungsfirma Stardust Promotion unter Vertrag.